# Arthur Brisbane
Arthur Brisbane (12 de diciembre de 1864 -  25 de diciembre de 1936) fue uno de los editores de diarios estadounidense más populares del siglo XX. Escritor de discursos, orador, y profesional pionero de las relaciones públicas, asesoró en este campo a grandes hombres de empresa, como Henry Ford, Thomas Edison o John D. Rockefeller. También se le conoció como un inversor inmobiliario de gran éxito.

## Biografía
Brisbane nació en Búfalo, Nueva York, hijo de Albert Brisbane (1809-1890), un socialista utópico y principal divulgador de las teorías de Charles Fourier en los Estados Unidos. Autor  de varios libros (como "El Destino Social del Hombre" en 1840), así como editor del periódico de ideario fourierista "The Phalanx" (La Falange), fundó la Sociedad Fourierista de Nueva York en 1839, y respaldó varias comunas de corte socialista utópico en las décadas de 1840 y 1850.
El joven Brisbane se educó en los Estados Unidos y en Europa.

## Carrera
En 1882,  empezó a trabajar como reportero y editor periodístico en la ciudad de Nueva York, primero en el Sun y más adelante en el New York World, propiedad de Joseph Pulitzer. Fichado por William Randolph Hearst, pasó a ser editor  del New York Journal, trabando amistad con su nuevo jefe. Su columna editorial diaria contaba con más de 20 millones de lectores, según afirmó la revista Tiime.
En 1897 aceptó el puesto de editor jefe del Evening Journal, diario de referencia del grupo de periódicos de Hearst, lo que le permitió obtener una influencia muy superior a la de cualquier otro editor en los Estados Unidos.  Su estilo directo y enérgico influyó tanto en la forma del periodismo estadounidense como en el modo de redactar las noticias. Le ha sido atribuida la sentencia "Si no golpeáis al lector entre los ojos con la primera frase de vuestra columna de noticias, no hay ninguna necesidad de escribir nada más".
El biógrafo de Hearst, W. A. Swanberg, describió a Brisbane como "un antiguo socialista que había ido navegando agradablemente a la deriva en el sistema del beneficio económico... en algunos aspectos una especie de Hearst de bolsillo; un enigma personal, un caballo de batalla, un demente de las tiradas de sus periódicos, un liberal que había crecido conservador, un inversor".

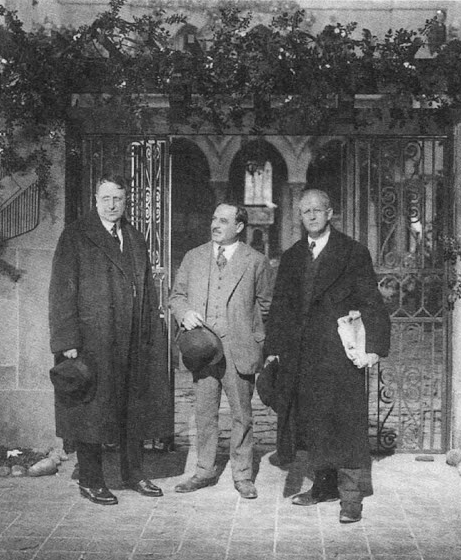
De izquierda a derecha: William Randolph Hearst, Robert G. Vignola y Brisbane en Nueva York, durante la filmación de la película de Vignola "The World and His Wife" (El Mundo y Su Mujer) (1920)

Mientras todavía era un empleado de Hearst (en algún momento, Brisbane llegó a presumir de cobrar 260.000 dólares al año), se dedicó a comprar periódicos en problemas, a reflotarlos y a vendérselos al propio Hearst. Compró The Washington Times y el Milwaukee Evening Wisconsin en 1918, y vendió ambos a Hearst 15 meses más tarde. Posteriormente  compró el Detroit Times favoreciendo a Hearst.
En 1918,  se convirtió en editor  del Chicago Herald and Examiner, y en la década de 1920 asumió el control editorial del principal tabloide de Hearst, el New York Mirror. Hasta su muerte en 1936, Brisbane controló parte del imperio de medios de comunicación de Hearst. Su hija Sarah se casó con uno de sus empleados en el Daily Mirror, Tex McCrary, quien más tarde llegaría a ser una personalidad de la radio y la televisión con su segunda mujer, Jinx Falkenburg.

En 1926, la revista de Time describía así en su portada la influencia que Brisbane ejercía sobre los medios de comunicación:
El New York American, el Chicago Herald-Examiner,  el San Francisco Examiner  y muchos otro diarios que pertenecen al Grupo Hearst, por no decir nada de los 200 periódicos y los 800 semanarios que no son de su propiedad, pero que tienen contratada su columna, publican todo la que Brisbane haya dicho. Su columna está encabezada, con un propósito de sencillez, simplemente como "Today" (Hoy), y rivaliza en número de lectores con los pronósticos sobre el tiempo y con los informes sobre el mercado, y probablemente batiendo a ambos. Se dice que es leído por un tercio de la población total de los Estados Unidos. Evidentemente, esto es una exageración, pero la mitad de esta cantidad serían unos  20 millones de lectores de "Today" cada día.

Se publicaron varios volúmenes con recopilaciones de los artículos editoriales de Brisbane, incluyendo "The Book of Today", "The Book of Today and the Future Day" y "The Brisbane advertising philosophy" ("El Libro de Hoy",  "El Libro de Hoy y del Día Futuro", y "La filosofía publicitaria de Brisbane").  Cuando falleció, estaba considerado el "director ejecutivo virtual " del grupo de noticias de Hearst y de su imperio de medios de comunicación.
Desde 1924 hasta 1935, el dibujante Mel Cummin "ideó y dibujó muchas de las grandes historietas a ocho columnas" para los editoriales de Brisbane en el New York Sunday American, en el New York Evening Journal, y ocasionalmente para The Mirror. Cummin, un conocido miembro del Explorer's Club, se refirió a Brisbane como "un naturalista bien informado," con quien hablaba sobre este tema frecuentemente.

## Negocio inmobiliario
Con Hearst,  formó la sociedad Propiedades Hearst-Brisbane, invirtiendo grandes sumas de dinero en inmuebles de Nueva York.  Su intervención fue decisiva para preservar un gran sector de terreno que había acumulado en el centro de Nueva Jersey a lo largo de la Orilla del río Jersey entre 1907 y 1936. En este lugar construyó la casa de sus sueños, una mansión palaciega adyacente a un lago que incluía una torre dedicada a biblioteca. Aquí pudo disfrutar con su familia de la equitación, su deporte favorito. Transformó el área de Allaire, convirtiendo un pueblo abandonado en una lujosa propiedad de campo, dotado con una moderna granja de caballos, "Allaire Inn," una fábrica de juguetes, un campamento para los Boy Scouts, y campos de entrenamiento durante los años de guerra. Utilizó sus contactos profesionales para atraer a compañías que filmaban películas mudas a su propiedad en Allaire, que se utilizó como escenario. Incluso prestó su propiedad durante la Gran Depresión para el desarrollo de los "programas de trabajo" propiciados por el New Deal. Brisbane consideró su finca de recreo familiar en Allaire como su residencia definitiva. Empleaba gran cantidad de personal para cuidar la propiedad, cuya superficie se decía que ocupaba  unos 40 km² (aunque en realidad, "solo" tenía 24 km²).
Brisbane comenzó a investigar la historia de su propiedad en la década de 1920. Anteriormente había pertenecido a la compañía metalúrgica "Howell Iron Works Company" de James P. Allaire, un próspero industrial de comienzos del siglo XIX. Desde 1925, Brisbane buscó la manera de preservar esta propiedad, con sus vastos recursos naturales y sus edificios rurales del siglo XIX. A pesar de que no pudo completar el proyecto antes de su muerte,  dejó a su mujer Phoebe Cary Brisbane y a su familia inmediata la misión de cumplir sus deseos, donando 4,9 km² al Estado de Nueva Jersey en 1944 que incluían el poblado industrial del siglo XIX fundado por James P. Allaire. El acuerdo de donación contenía una serie de estipulaciones, por las que el uso del terreno quedaba limitado exclusivamente a reserva histórica y forestal. Además, la casa familiar se convirtió en un centro de salud infantil (el Arthur Brisbane Child Treatment Center) hasta su clausura en 2005.
El terreno donado por Brisbane forma el núcleo del Parque Estatal Allaire, y su pueblo histórico está dedicado a retratar la vida y la época de la compañía metalúrgica de James P. Allaire mediante una organización educativa sin ánimo de lucro, Allairr Village. Otro proyecto en la villa ha sido impulsado por el historiador Hance M. Sitkus, con el fin de sacar a la luz la faceta olvidada de Brisbane como humanista y filántropo.

## Vida personal
Brisbane estuvo casado a Phoebe Cary (1890-1967), con quien  tuvo seis hijos:
- Sarah Brisbane McCrary Mellen (1913-1977)
- Seward Brisbane (1914-1989)
- Hugo Brisbane (1917-1933)
- Emily Brisbane (1918-1959)
- Alice Brisbane Chandor Tooker (1922-1983)
- Elinor Brisbane Kelley Philbin (1924-2009)

Brisbane murió en Manhattan el día de Navidad de 1936, y está enterrado en el Cementerio de Batavia de Nueva York.
Su nieto, Arthur S. Brisbane, fue nombrado Editor Público del The New York Times en junio de 2010.

### Necrológicas
Tras su muerte, Hearst dijo de él que: "Sé que Arthur Brisbane era el periodista más grande  de su época", y Damon Runyon dijo que "El periodismo ha perdido su genio número 1 de todos los tiempos."

## Trabajos publicados
- Mary Baker G. Eddy (1908)
- What Mrs. Eddy Said To Arthur Brisbane: The Celebrated Interview Of The Eminent Journalist With The Discoverer And Founder Of Christian Science by Arthur Brisbane and Mary Baker Eddy[13]